# Elvis Merzļikins
Elvis Merzļikins, född 13 april 1994 i Riga, är en lettisk professionell ishockeymålvakt som spelar för Columbus Blue Jackets i NHL. Merzļikins valdes av Columbus Blue Jackets som nummer 76 totalt i 2014 års draft, då draften hölls i Philadelphia.